# Basing House

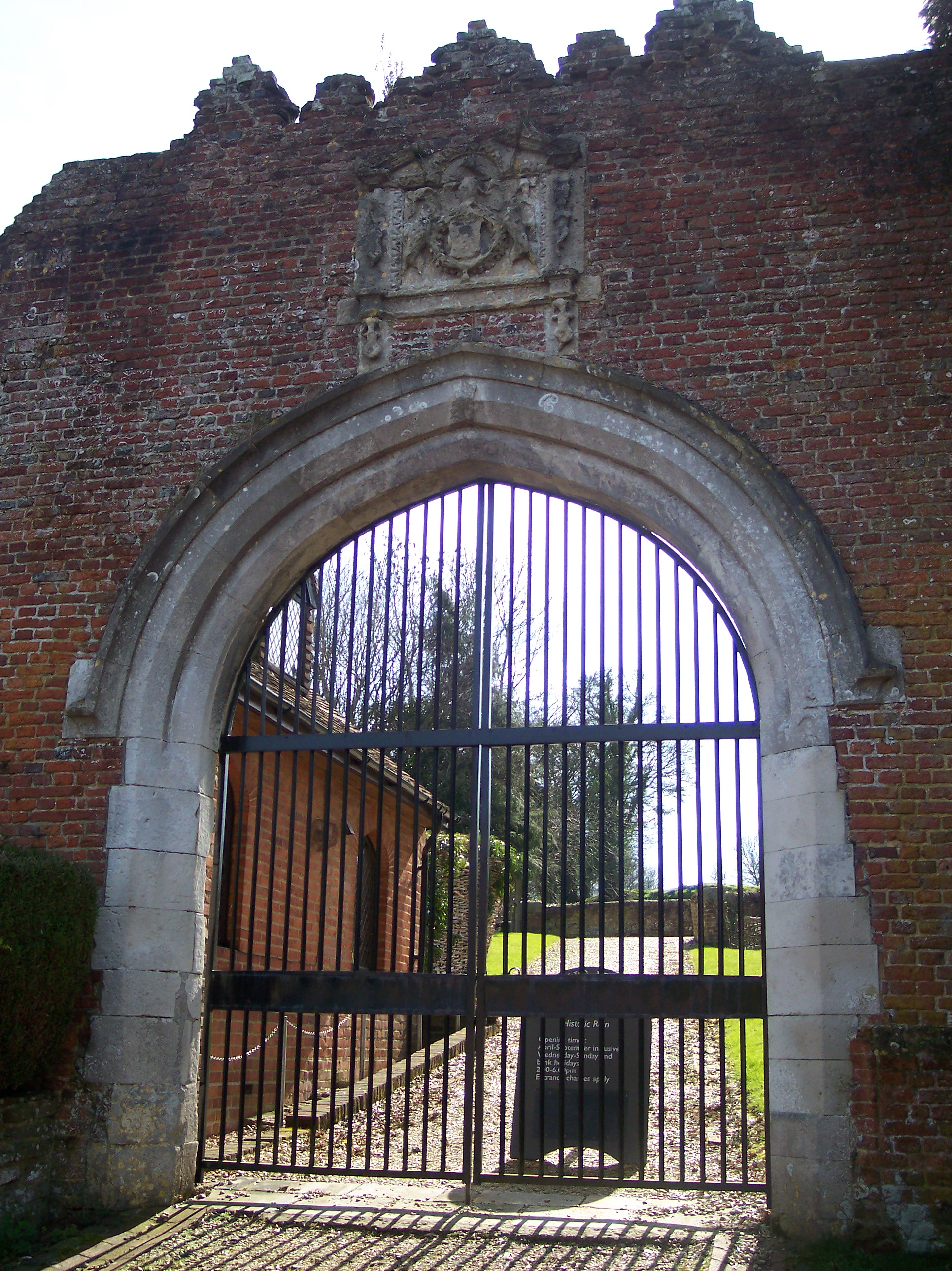
Eingangstor zu den Ruinen von Basing House

Basing House ist die Ruine eines Tudorpalastes und Schlosses im Dorf Old Basing in der englischen Grafschaft Hampshire. In Größe und Reichtum war er mit dem Hampton Court Palace vergleichbar. Heute sind nur noch seine Grundmauern und Erdwerke erhalten. Die Ruinen sind von English Heritage als historisches Bauwerk II. Grades gelistet und gelten als Scheduled Monument.

## Geschichte
William Paulet, 1. Marquess of Winchester, der Lord High Treasurer von König Eduard VI., Königin Maria und Königin Elisabeth I., ließ ab 1531 Basing House als neuen Palast bauen.
In seiner endgültigen Form bestand Basing House aus zwei miteinander verbundenen Häusern. Das Old House ersetzte den Donjon einer älteren Ringwerkburg. Es lag also innerhalb des Verteidigungsrings aus Erdwerken und Mauern, während das etwas jüngere New House außerhalb dieser Verteidigungsanlagen lag. Eine Brücke und ein Torweg verbanden beide Gebäude durch die Verteidigungsanlagen hindurch, eine Verbindung, die sich in der Entscheidungsschlacht als tödlich für Basing House erwies. Zusammengenommen hatten beide Häuser 360 Räume. Sie waren fünf Stockwerke hoch und wurden von vielen Zeitgenossen als großartigstes Privathaus im Lande angesehen.
In der ersten Hälfte der 1630er-Jahre wurde das Haus abgeschlossen und die Fenster mit Brettern verrammelt, während die Familie in andere Häuser umzog, die in ihrem Besitz waren. Die Unterhaltungsveranstaltungen des 4. Marquess richteten die Familie finanziell nahezu zugrunde; die Unterhaltung des Hauses wurde vernachlässigt und solch ein großer, aus Ziegeln errichteter (damals auch irgendwie experimenteller) Komplex machte nach 100 Jahren Probleme mit Braunfäule, Fäulnis, zerbrochenen Fenstern, undichten Dächern und der Beheizung der unterschiedlichen Flügel. Als der 5. Marquess seinen Titel erbte, verkleinerte er das Haus, zog mit der Familie aus und wartete darauf, bis die Erlöse seiner ausgedehnten Ländereien in ganz England später in dieser Dekade den Beginn einer Restaurierung erlaubten.

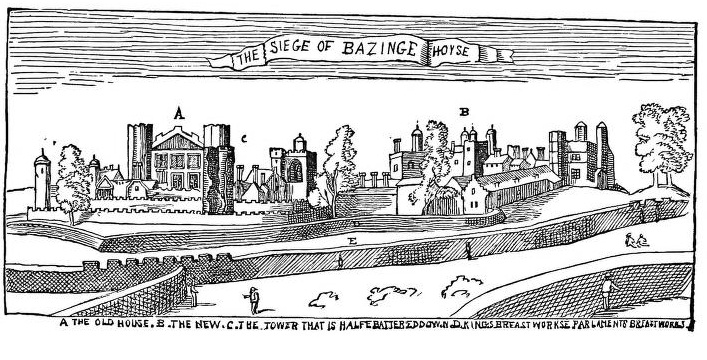
Die Belagerung von Basing House

Beim Ausbruch des englischen Bürgerkrieges 1642 gehörte Basing House John Paulet, 5. Marquess of Winchester, der König Karl I. unterstützte. Daher belagerten die Parlamentaristen Basing House dreimal, wobei die Royalisten zweimal die Belagerung brechen konnten.
Die letzte Belagerung begann im August 1645, als Colonel John Dalbier mit 800 Mann um die Mauern des Palastes aufzog. Die Garnison hielt trotz weiterer Verstärkung der Belagerungsmacht aus, bis Oliver Cromwell mit schwerem Belagerungsgerät anrückte. Am 13. Oktober 1645 nahm die Belagerungsarmee das ‘’New House’’ ein und durchbrach die Verteidigungseinrichtungen des ‘’Old House’’. Der letzte Sturm erfolgte über die Brücke zwischen den beiden Häusern. Viele wertvolle Güter wurden fortgeschafft und ein Brand zerstörte das Gebäude. Wie bei anderen damals zerstörten Gebäuden wurden auch die Bausteine von Basing House versteigert. Die Bewohner des Dorfes wurden dazu ermutigt, die Flechtwerkmauern in ihren Häusern durch Ziegel von Basing House zu ersetzen oder neue Häuser in Ziegelbauweise zu errichten.
Die Ländereien von John Paulet wurden konfisziert und er selbst unter der Anklage wegen Hochverrats im Tower of London eingesperrt. Später wurde die Anklage fallengelassen und er erhielt das Anwesen von Basing House von König Karl II. zurück. Sein Sohn, Charles Paulet, 1. Duke of Bolton, gelangte als Folge seiner Unterstützung Wilhelms von Oranien in der Glorious Revolution wieder zu Reichtum. Diesen nutzte er zum Abbruch der Brandruine von Basing House und zum Bau eines neuen Hauses in Hackwood. Die Geschichte des Anwesens vor dem Bau von Basing House ist nicht bekannt.

## Örtlichkeit
Die Ruinen von Basing House liegen im Dorf Old Basing, etwa 1,5 Kilometer östlich des Stadtzentrums von Basingstoke. Sie liegen am Oberlauf des River Loddon. Wegen der beschränkten Platzverhältnisse in Old Basing liegt der Parkplatz für die Ruinen einige Hundert Meter entfernt. Ein Uferweg führt vom Parkplatz zu den Ruinen.
Der frühere Basingstoke-Kanal führte ebenfalls um Basing House herum und durch Teile von Old Basing.

## Zugang
Die ausgedehnten Ruinen von Basing House sind öffentlich zugänglich. Der Eingang zu den Ruinen wurde wesentlich umgebaut. Es gibt dort heute einen Eintrittskartenverkauf, ein Café und eine Ausstellung in einem Anbau an die Scheune. Mithilfe des Heritage Lottery Fund wurden in den letzten Jahren etliche Verbesserungen und Renovierungen durchgeführt.